# Disney Wilderness Preserve
Disney Wilderness Preserve ou The Nature Conservancy's Disney Wilderness Preserve, car elle est gérée par la fondation The Nature Conservancy, est une réserve naturelle de plus 12 000 acres (48,562 km2) préservant l'écosystème des Everglades et située à quelques kilomètres au sud du complexe de Walt Disney World Resort.

## Historique
En 1991, la Disney Development Company décide de compenser l'emprise des développements de Walt Disney World, dont la ville Celebration, sur le milieu naturel des marécages des Everglades en créant une réserve naturelle ainsi qu'en modifiant de manière significative ses plans.
La modification des projets en cours réduit l'emprise à 1,8 km² de marécages. 
En avril 1993, la société Disney se porte acquéreur du Walker Ranch, un terrain de 8 500 acres (34,398 km2), situé au sud de Kissimmee. Et au terme de négociation, la propriété et la gestion de la réserve sont données à l'organisation The Nature Conservancy.
Le 8 novembre 2014, Disney Parks and Resorts au travers de la Walt Disney World Company achète les 3 000 acres (12,14 km2) de Mira Lago dans les comtés d'Osceola et de Polk initialement prévus à l'urbanisation pour l'ajouter au Disney Wilderness Preserve afin de développer 350 acres (1,42 km2) supplémentaires du Walt Disney World Resort,,.

## La réserve naturelle
La réserve naturelle est un espace entretenu et ouvert au public (payant et horaire modifiable en fonction de l'activité de préservation). Elle comprend 
- 34,39 km² de terre[2]
- plusieurs lacs dont le Lac Russel.

Le Conservation Learning Center, situé au bout d'une route 3,5 km, présente des expositions sur l'écosystème local et accueille différents services.
Situation
- Entrée : 28° 08′ 20″ N, 81° 26′ 50″ O
- Conservation Learning Center :28° 07′ 44″ N, 81° 25′ 48″ O

Adresse
700 Scrub Jay Trail
Kissimmee, FL 34759